# Bassistinti
I Bassistinti sono  un gruppo ska italiano attivo dal 1994 al 2010 e successivamente riunitosi nel 2017.

## Formazione

### Formazione attuale
- Mulaska - voce
- DNG Pippo - chitarra
- The Drew - basso
- Sex Simonato - sax
- Bronkoroots - tastiere
- Markopaglia - batteria

## Discografia

### Album in studio
- 1995 - Bassistinti
- 1998 - Bassin' core
- 2001 - Covered Skank
- 2002 - Mosquito Latino
- 2004 - Don't Cry for Me ...